# كأس السير توماس ليبتون
كأس السير توماس ليبتون (بالإنجليزية: Sir Thomas Lipton Trophy)‏ هي بطولة كرة قدم جرت مرتين في تورينو بإيطاليا سنتي 1909 و1911، ويشار إليها أحياناً على أنها أول بطولة لكأس العالم لكرة القدم على مستوى الأندية. سميت البطولة باسم السير توماس ليبتون مخترع علامة ليبتون في أواخر القرن التاسع عشر في غلاسكو، اسكتلندا. و بهذا تصبح هذه البطولة هي البطولة الثانية التي تسمى باسم توماس ليبتون بعد بطولة كوبا ليبتون.

## وصلات خارجية
- (بالإنجليزية) كأس السير توماس ليبتون من موقع RSSSF

## المصاادر
1. ↑  Sir Thomas Lipton Trophy, Sir Thomas Lipton Trophy نسخة محفوظة 03 مارس 2016 على موقع واي باك مشين.
2. ↑  West Auckland Town FC, Rule Britannia UK نسخة محفوظة 15 مارس 2018 على موقع واي باك مشين.